# Domingo Carulla
Domingo Carulla Bertrán, nacido el 25 de octubre de 1903 en Hospitalet de Llobregat (provincia de Barcelona, España) y fallecido en Santa Coloma de Gramanet el 31 de diciembre de 1939, es un futbolista español que jugaba de centrocampista. Jugó durante siete temporadas en el FC Barcelona en los años 1920 y participó en los Juegos olímpicos de 1924 con la selección española.

## Biografía
Domingo Carulla empieza a jugar en el FC Internacional que se convirtió en 1922 en la UE Sants.
En 1923, Carulla ficha por el FC Barcelona donde permanece hasta 1930. Es un jugador importante de aquella edad de oro del Barça. Su juego destaca de forma especial en las temporadas 1925-1926, 1926-1927 y 1927-1928. Juega un total de 267 partidos con el Barcelona y anota 15 goles. Con el Barça gana la primera edición de la Liga en 1929, tres Copas del Rey (entre ellas la famosa edición de 1928 que necesitó tres finales) y seis campeonatos de Cataluña. Deja de jugar al fútbol en 1930.
En 1937, tiene una grave enfermedad. El 12 de septiembre de 1937 se organiza un partido en su honor entre la selección catalana y los veteranos del Sants, y entre el Sants y el equipo reserva del FC Barcelona. Domingo Carulla fallece en 1939 en el hospital Esperit Sant de Santa Coloma de Gramenet con tan solo 36 años.

### Equipo nacional
Domingo Carulla formó parte del equipo español que participó en los Juegos olímpicos de 1924.

## Palmarés
Con el FC Barcelona :
- Liga: 1929
- Copa del Rey: 1925, 1926 y 1928